# Zelich-Pfäffchen
Die Einteilung der Lebewesen in Systematiken ist kontinuierlicher Gegenstand der Forschung. So existieren neben- und nacheinander verschiedene systematische Klassifikationen. 
Das hier behandelte Taxon ist durch neue Forschungen obsolet geworden oder ist aus anderen Gründen nicht Teil der in der deutschsprachigen Wikipedia dargestellten Systematik.
Das Zelich-Pfäffchen (Sporophila zelichi) ist eine heute ungültige Vogelart der Gattung der Pfäffchen (Sporophila) in der Familie der Tangaren (Thraupidae). Benannt ist die Art nach Dr. Mateo Ricardo Zelich (1924–2018), einem Entomologen und Ornithologen aus Argentinien, der das Typusexemplar gesammelt hat. Seit 2008 gilt sie als seltene Farbmorphe des Sumpfpfäffchens. (Sporophila palustris).

## Beschreibung
Das Zelich-Pfäffchen erreicht eine Länge von 10 Zentimetern. Das Männchen hat einen grauen Scheitel. Nackenband, Kehle und Brust sind weiß. Der Rücken und die übrige Unterseite sind kastanienbraun. Flügel und Schwanz sind schwärzlich. Die Handschwingen zeigen an der Basis weiße Flügelfelder und weiße Säume. Schnabel und Beine sind schwarz. Das Weibchen ist von den Weibchen anderer Pfäffchenarten kaum zu unterscheiden.

## Verbreitung
Das Zelich-Pfäffchen kommt in Corrientes und Entre Rios im nordöstlichen Argentinien, in Concepción und Itapúa im östlichen Paraguay sowie in Rocha im südöstlichen Uruguay vor. Es überwintert in Rio Grande do Sul in Brasilien.

## Lebensweise
Das Zelich-Pfäffchen brütet im südlichen Sommer. Es bewohnt halboffenes Grasland mit Akazienbeständen und Marschland mit Mannstreugewächsen. Die Nahrung besteht überwiegend aus den Samen des Dallisgras (Paspalum dilatatum) und anderen Gräsern. Das Männchen nutzt die Akazien häufig als Sitzwarte zum Singen.

## Status
Das Zelich-Pfäffchen ist in Anhang I der Bonner Konvention gelistet.